# Nặm Lịch
Nặm Lịch là một xã thuộc huyện Mường Ảng, tỉnh Điện Biên, Việt Nam.

## Địa lý
Xã Nặm Lịch nằm ở phía nam của huyện Mường Ảng, có vị trí địa lý:
- Phía đông giáp xã Xuân Lao và xã Mường Lạn
- Phía tây giáp xã Ẳng Cang
- Phía nam giáp huyện Điện Biên Đông
- Phía bắc giáp xã Ẳng Cang và xã Búng Lao.

Xã Nặm Lịch có diện tích 35,62 km², dân số năm 2022 là 3.165 người,  mật độ dân số đạt 88 người/km².

## Hành chính
Xã Nặm Lịch được chia thành 9 bản.

## Lịch sử
Ngày 14 tháng 11 năm 2006, Chính phủ ban hành Nghị định số 135/2006/NĐ-CP về việc:
- Thành lập xã Nặm Lịch thuộc huyện Tuần Giáo trên cơ sở 3.582 ha diện tích tự nhiên và 2.307 người của xã Mường Lạn.
- Chuyển xã Nặm Lịch thuộc huyện Tuần Giáo về huyện Mường Ảng mới thành lập quản lý.

Ngày 26 tháng 8 năm 2019, HĐND tỉnh Điện Biên ban hành Nghị quyết số 124/NQ-HĐND về việc sáp nhập bản Ten Muông vào bản Lịch Cang.